# Gruppo TIM
TIM S.p.A. (tidligere Telecom Italia S.p.A.) er et italiensk teleselskab, der er markedsledende på hjemmemarkedet og desuden har aktiviteter i Brasilien, Tyskland, Frankrig, San Marino og Nederlandene. Virksomheden omsatte i 2007 for 38,9 mia. euro og beskæftigede 79.628 ansatte.
Telecom Italia blev dannet i 1994 ved en fusion af en række statsejede teleselskaber, hvoraf det vigtigste var SIP. Fusionen medførte store rationaliseringer og mundede ud i en privatisering. I dag er selskabet dobbeltnoteret på New York Stock Exchange og Borsa Italiana. I 1999 blev Olivetti fusioneret ind i selskabet. Den største ejer er i dag dækproducenten Pirelli.
Selskabet driver størstedelen af det italienske fastnet og er i kraft af ejerskabet af TIM samtidig landets største mobiloperatør. Desuden ejes selskabet Alice, der foruden Italien er aktivt i Tyskland, Frankrig, San Marino og Nederlandene. Endvidere ejer Telecom Italia det største kabel-tv-selskab Telecom Italia Media.